# برج أمبانك
برج أمبانك هو ناطحة سحاب تُعد في المرتبة الحادية والأربعين بين أطول المباني في ماليزيا. يقع البرج في شارع ياب كوان سينغ، على بعد 0.005 كم من وسط مدينة كوالامبور. افتتح البرج رسمياً عام 2003 على يد تون الدكتور مهاتير محمد، رئيس وزراء ماليزيا الرابع. يبلغ ارتفاع البرج 252 مترًا، ويتضمن أنتينا بطول 17 متراً (56 قدماً) في أعلاه. يُعد البرج مقراً رئيسياً لمجموعة أمبانك.

## المستأجرون
بالإضافة إلى أمبانك، يضم البرج مستأجرين مشهورين مثل شركة Acer Sales and Services، ومونغوس للنشر ( ماليزيا).